# Kraj Altaj

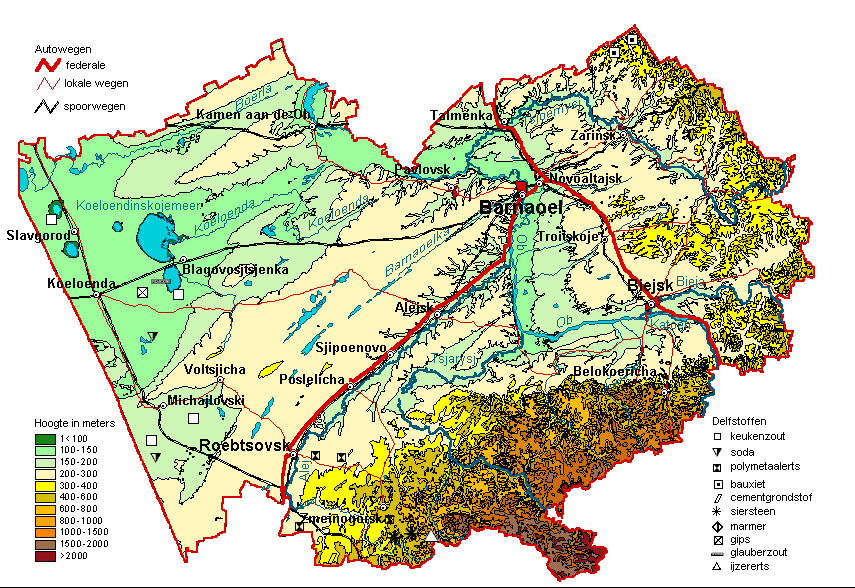
Fysisch-geografische kaart met de belangrijkste plaatsen, wegen en grondstofvoorkomens

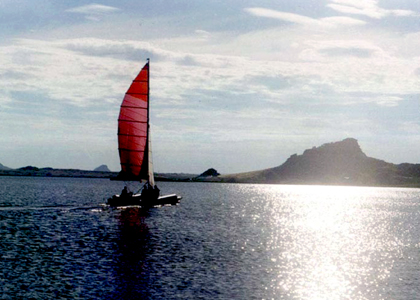
Zeilboot op het Kolyvanmeer

De kraj Altaj (Russisch: Алтайский край, Altajski kraj) is een van de kraj van Rusland in het zuidwesten van Siberië aan de grens met Kazachstan. In de Sovjettijd behoorde de Gorno-Altajse Autonome Oblast ook tot de kraj, maar in 1991 werd deze afgescheiden van de kraj als de autonome republiek Altaj.
Bij de volkstelling van 2002 had de kraj iets meer dan 2,6 miljoen inwoners. Het bestuurlijk centrum is de stad Barnaoel met ongeveer 600.000 inwoners (2002) op ongeveer 3600 kilometer vliegen van Moskou.

## Geografie
De kraj Altaj ligt in het zuidwesten van Siberië tussen de 49 tot 54 graden noorderbreedte en 78 tot 87 graden oosterlengte. In het zuidwesten en zuiden grenst de kraj respectievelijk aan de Kazachse oblasten Pavlodar en Şığıs Qazaqstan (Oost-Kazachstan), in het zuidoosten aan de Russische Republiek Altaj en in het noordoosten en noorden aan respectievelijk de oblasten Kemerovo en Novosibirsk. De kraj omvat ongeveer 168.000 km² (vier keer zo groot als Nederland) en meet 600 kilometer van west naar oost en 400 kilometer van noord naar zuid.
Geografisch gezien behoort het gebied tot twee regio's; het West-Siberisch Laagland en de Altaj-Sajan. Bergachtige gebieden omgorden de oostelijke en zuidelijke grasvalleien (de Salairrug en de uitlopers van de Altaj). Het westelijke en centrale deel wordt gedomineerd door vlaktes (vlaktes van het Priobplateau, de Bieja-Tsjoemysjhoogtes en de Koeloendasteppe). In de kraj bevinden zich steppe, bossteppe, taiga en berggebieden. De lagergelegen vlaktes worden gekarakteriseerd door steppe en bossteppe met gordels van dennenbossen, netwerken van ravijnen, meren en vrijstaande stukken bos.

### Klimaat
De kraj ligt in een gebied met een gematigd klimaat dat overgaat naar een landklimaat. Dit is het resultaat van snelle veranderingen in de luchtmassa's die het gebied binnentrekken vanaf de Atlantische Oceaan, de Arctis, Oost-Siberië en Centraal-Azië. De absolute jaarlijkse amplitude van de luchttemperatuur bedraagt 90 tot 95 °C. De gemiddelde jaarlijkse temperatuur bedraagt 0,5 tot 2,1 °C. De gemiddelde maximumtemperatuur in juli bedraagt 26 tot 28 °C met extremen tot 40 tot 41 °C. De gemiddelde januaritemperatuur bedraagt -20 tot -24 °C, met absolute minima van -50 tot -55 °C. Het aantal vorstvrije dagen bedraagt ongeveer 120.
De westelijke vlaktes zijn het meest droog en heet. Naar het oosten en zuidoosten toe stijgt de jaarlijkse neerslag van 230 naar 600 tot 700 mm. De gemiddelde jaarlijkse temperatuur stijgt naar het zuidwesten toe. Door de aanwezigheid van de bergbarrières in het zuidoosten buigen de dominante, in west-oostelijke richting drijvende, luchtmassa's af naar het zuidwesten. In de zomermaanden komen er vaak noordenwinden voor. In de steppegebieden kunnen bij versterking van de winden soechovejs (zeer droge winden) optreden. In de wintermaanden treden tijdens perioden met sterke cyclonische activiteit regelmatig sneeuwstormen op, gemiddeld 30 tot 50 dagen per jaar.
Het sneeuwdek over de kraj ontstaat meestal in de tweede decade van november en smelt vaak weer pas in het begin van april. Gemiddeld is het sneeuwdek 40 tot 60 centimeter dik, hetgeen in de westelijke delen daalt tot 20 tot 30 centimeter. De bodem bevriest gemiddeld 50 tot 80 centimeter diep, hetgeen kan oplopen tot 2 tot 2,5 meter diepte in onbesneeuwde steppegebieden.

### Water
Waterbronnen in de kraj bestaan uit ondergrondse stromen en oppervlaktewaters. De belangrijkste van de 17.000 rivieren van de kraj zijn de Ob, Bieja, Katoen, Alej en Tsjarysj. Het belangrijkste van de 13.000 meren in de kraj is het Koeloendameer met een oppervlakte van 728 km², gevolgd door het Koetsjoekmeer en het Michajlovmeer. Met een lengte van 493 kilometer vormt de Ob, die ontstaat uit de Bieja en Katoen, het belangrijkste stroomgebied. Dit rivierbekken omvat ongeveer 70% van de kraj.

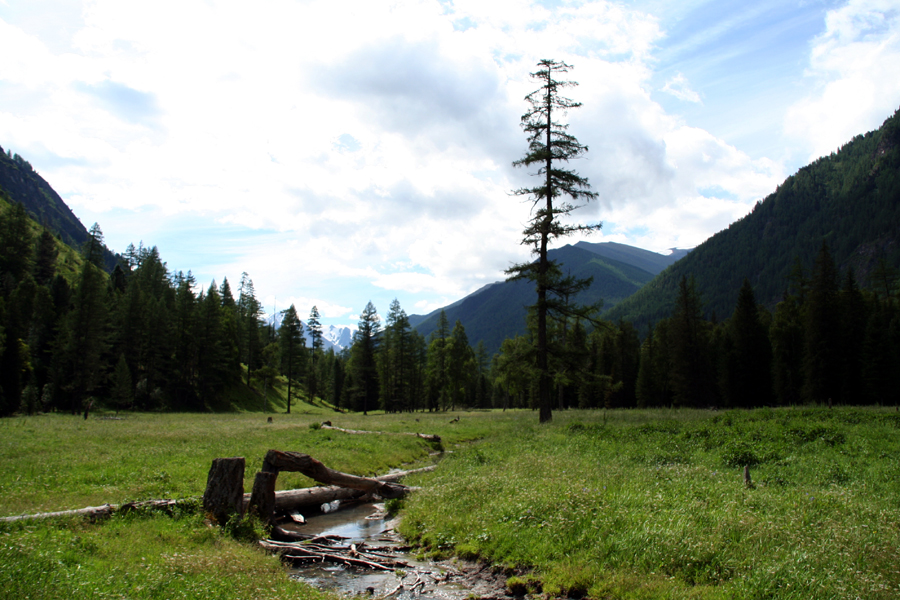
steppe en bossteppe in de Altaj

### Flora en fauna
Er groeien ongeveer 2000 van de hoogste vaatplantensoorten, ongeveer twee derde van alle vaatplantensoorten van West-Siberië. Hiertoe behoren endemische en epibiotische (relict-) soorten. Tot de waardevolste soorten behoren het rozenkruid (Rhodiola rosea), maralkruid (Rhaponticum carthamoides/Leuzea carthamoides (Willd.) Iljin), Hedysarum sibiricum Poir, pioenroos (Paeonia), zoethoutwortel (Glycyrrhiza uralensis), wilde marjolein (Origanum vulgare), hertshooi (Hypericum) en de Griekse alant (Inula helenium). Ongeveer 26% van de kraj is bedekt met bos.
Door de combinatie van regionale en intraregionale landschapszones kent de kraj een karakteristieke variatie in diersoorten. Er leven ruim 320 verschillende vogelsoorten en meer dan 90 verschillende zoogdieren.

### Mineralen
In de kraj bevinden zich voorraden polymetaal, zout, soda, bruinkool, nikkel, kobalt, ijzererts en edelmetalen. De kraj staat bekend vanwege haar voorraden jaspis, porfier, marmer, graniet, mineraal- en drinkwater en natuurlijke peloid (modder voor geneeskrachtige behandeling).

## Bevolking
De kraj heeft een inwoneraantal van 2.607.426 (2002); ongeveer 1,8% van de bevolking van Rusland (20e van de deelgebieden). De kraj is relatief dunbevolkt met 15,5 mensen per km². In 2006 woonde 54% van de bevolking in de stedelijke gebieden, behoorlijk onder het landelijk gemiddelde van ruim 70%. Na een aantal jaren van daling van het inwoneraantal en een zeer laag geboortecijfer, is er sinds 2007 weer sprake van een groei in het aantal geboorten.

### Etniciteiten
In de kraj wonen ongeveer 110 verschillende bevolkingsgroepen. De belangrijkste bevolkingsgroep wordt al sinds lange tijd gevormd door de Russen, die momenteel meer dan 90 procent van de bevolking omvatten. Daarnaast woont er een grote groep Duitsers, die na de val van de Sovjet-Unie echter hard daalt door emigratie. Zij wonen vooral in het Duits nationaal district en bestonden oorspronkelijk uit een groep Duitssprekende mennonieten van Nederlandse oorsprong. De laatste jaren is er net als in veel andere regio's in Rusland sprake van een instroom van Tadzjieken en Azerbeidzjanen. De etnische Altaj en aanverwante etnische groepen vormen een kleine minderheid in de kraj; het grootste deel van hen woont zuidoostelijker in de autonome republiek Altaj, die in 1991 werd afgesplitst van de kraj. Er zijn overigens voorstellen gedaan om de beide deelgebieden weer samen te voegen, maar de Altaj zijn hier veelal op tegen. Naast de Altaj vormen de Kazachen net als in de republiek Altaj een grote minderheid. Veel van hen kwamen naar het gebied tussen de 18e en eind 19e eeuw, waarna de instroom grotendeels stopte door de inlijving van Centraal-Azië door de tsaristische legers.

## Grote plaatsen
In de kraj liggen 12 steden, een gesloten plaats (Sibirski) en 60 plattelandsgemeenten, waaronder het Duits nationaal district.

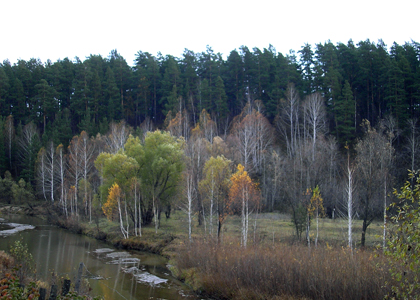
Dennenboomgordel in de kraj